# Mistrzostwa Ibero-Amerykańskie w Lekkoatletyce 1998
8. Mistrzostwa Ibero-Amerykańskie w Lekkoatletyce – zawody lekkoatletyczne, które odbyły się w dniach 17-19 lipca 1998 w Lizbonie.

## Rezultaty

### Mężczyźni
| Konkurencja                   | 1. miejsce                                                                          | Wynik    | 2. miejsce                                                                 | Wynik    | 3. miejsce                                                       | Wynik    |
| ----------------------------- | ----------------------------------------------------------------------------------- | -------- | -------------------------------------------------------------------------- | -------- | ---------------------------------------------------------------- | -------- |
| Bieg na 100 m                 | Sebastián Keitel                                                                    | 10,10    | Édson Ribeiro                                                              | 10,14    | Carlos Gats                                                      | 10,23    |
| Bieg na 200 m                 | Sebastián Keitel                                                                    | 20,16    | Carlos Gats                                                                | 20,37    | Édson Ribeiro                                                    | 20,58    |
| Bieg na 400 m                 | Alejandro Cárdenas                                                                  | 45,04    | Juan Pedro Toledo                                                          | 45,63    | David Canal                                                      | 45,87    |
| Bieg na 800 m                 | Flávio Godoy                                                                        | 1:50,05  | Roberto Parra                                                              | 1:50,19  | Duarte Ponte                                                     | 1:50,60  |
| Bieg na 1500 m                | Luís Feiteira                                                                       | 3:40,63  | Pedro Antonio Esteso                                                       | 3:40,64  | Hudson de Souza                                                  | 3:41,14  |
| Bieg na 5000 m                | António Pinto                                                                       | 13:34,34 | Pablo Olmedo                                                               | 13:35,21 | Eduardo Henriques                                                | 13:51,66 |
| Bieg na 10 000 m              | Antonio Silio                                                                       | 28:25,30 | Paulo Guerra                                                               | 28:40,18 | Alberto Maravilha                                                | 28:58,11 |
| Bieg na 3000 m z przeszkodami | Luis Miguel Martín                                                                  | 8:28,96  | Vítor Almeida                                                              | 8:29,48  | Néstor Nieves                                                    | 8:30,07  |
| Bieg na 110 m przez płotki    | Erik Batte                                                                          | 13,54    | Francisco Javier López                                                     | 13,95    | Hipólito Montesinos                                              | 13,97    |
| Bieg na 400 m przez płotki    | Eronilde de Araújo                                                                  | 48,96    | Carlos Silva                                                               | 49,08    | Emilio Valle                                                     | 50,08    |
| Sztafeta 4 × 100 m            | Brazylia Arnaldo da Silva · Claudio Roberto Silva · Édson Ribeiro · Robson da Silva | 39,82    | Meksyk Carlos Villaseñor · Juan Pedro Toledo · César López · Evener Dueñas | 40,49    | N/A                                                              | N/A      |
| Sztafeta 4 × 400 m            | Meksyk Raymundo Escalante · Juan Pedro Toledo · Oscar Juanz · Alejandro Cárdenas    | 3:06,12  | Hiszpania Adrián Fernández · Antonio Andrés · Iñigo Monreal · David Canal  | 3:08,05  | Portugalia Rui Costa · Duarte Ponte · Paulo Fontes · Vitor Jorge | 3:08,46  |
| Chód na 20 km                 | Alejandro López                                                                     | 1:25:18  | Julio René Martínez                                                        | 1:26:25  | Héctor Moreno                                                    | 1:27:21  |
| Skok wzwyż                    | Ignacio Pérez                                                                       | 2,20     | Javier Bermejo                                                             | 2,20     | Gilmar Mayo                                                      | 2,18     |
| Skok o tyczce                 | Montxu Miranda                                                                      | 5,60     | Nuno Fernandes                                                             | 5,55     | Javier García                                                    | 5,40     |
| Skok w dal                    | Yago Lamela                                                                         | 8,12     | Raúl Fernández                                                             | 8,05     | Lewis Asprilla                                                   | 7,88     |
| Trójskok                      | Iván Salcedo                                                                        | 16,36    | Raúl Chapado                                                               | 16,16    | Antônio da Costa                                                 | 16,09    |
| Pchnięcie kulą                | Manuel Martínez                                                                     | 19,47    | Fernando Alves                                                             | 19,13    | José Luis Martínez                                               | 18,56    |
| Rzut dyskiem                  | Alexis Elizalde                                                                     | 61,45    | Paulo Bernardo                                                             | 60,19    | Marcelo Pugliese                                                 | 58,19    |
| Rzut młotem                   | Alberto Sánchez                                                                     | 76,18    | Vítor Costa                                                                | 71,17    | Juan Ignacio Cerra                                               | 70,83    |
| Rzut oszczepem                | Isbel Luaces                                                                        | 78,72    | Nery Kennedy                                                               | 76,16    | Rodrigo Zelaya                                                   | 74,54    |
| Dziesięciobój                 | Rubén Delgado                                                                       | 7295     | Santiago Lorenzo                                                           | 7177     | José de Assis                                                    | 7113     |

### Kobiety
| Konkurencja                | 1. miejsce                                                                    | Wynik    | 2. miejsce                                                                       | Wynik    | 3. miejsce                                                            | Wynik    |
| -------------------------- | ----------------------------------------------------------------------------- | -------- | -------------------------------------------------------------------------------- | -------- | --------------------------------------------------------------------- | -------- |
| Bieg na 100 m              | Liliana Allen                                                                 | 11,32    | Lucrécia Jardim                                                                  | 11,38    | Kátia Regina Santos                                                   | 11,62    |
| Bieg na 200 m              | Lucrécia Jardim                                                               | 23,22    | Liliana Allen                                                                    | 23,29    | Julia Duporty                                                         | 23,52    |
| Bieg na 400 m              | Ana Guevara                                                                   | 50,65    | Norfalia Carabalí                                                                | 51,95    | Yudalis Díaz                                                          | 52,49    |
| Bieg na 800 m              | Ana Amelia Menéndez                                                           | 2:01,32  | Ana Guevara                                                                      | 2:01,55  | Pilar Barreiro                                                        | 2:03,12  |
| Bieg na 1500 m             | Carla Sacramento                                                              | 4:17,43  | Nuria Fernández                                                                  | 4:20,20  | Janeth Caizalitín                                                     | 4:20,38  |
| Bieg na 5000 m             | Estíbaliz Urrutia                                                             | 16:09,68 | Nora Rocha                                                                       | 16:10,36 | Amaia Piedra                                                          | 16:12,09 |
| Bieg na 10 000 m           | María Luisa Larraga                                                           | 32:49,80 | Helena Sampaio                                                                   | 33:07,80 | Manuela Machado                                                       | 33:14,60 |
| Bieg na 100 m przez płotki | María José Mardomingo                                                         | 13,27    | Verónica de Paoli                                                                | 13,46    | Jacqueline Taváres                                                    | 13,56    |
| Bieg na 400 m przez płotki | Eva Paniagua                                                                  | 57,35    | Esther Lahoz                                                                     | 57,40    | Flor Robledo                                                          | 58,22    |
| Sztafeta 4 × 100 m         | Hiszpania Carme Blay · Elena Córcoles · Arantxa Iglesias · Susana Martín      | 44,54    | Portugalia Carmo Tavares · Natalia Moura · Lucrécia Jardim · Severina Cravid     | 44,75    | N/A                                                                   | N/A      |
| Sztafeta 4 × 400 m         | Meksyk María Angeles Pantoja · Marcela Sarabia · Mayra González · Ana Guevara | 3:33,41  | Kolumbia Flor Robledo · Ximena Restrepo · Patrícia Rodríguez · Norfalia Carabalí | 3:33,69  | Hiszpania Esther Lahoz · Yolanda Reyes · Lisette Ferri · Miriam Bravo | 3:33,97  |
| Chód na 10 000 m           | Eva Pérez                                                                     | 47:14,49 | Geovana Irusta                                                                   | 47:20,26 | Rosario Sánchez                                                       | 47:36,10 |
| Skok wzwyż                 | María del Mar Martínez                                                        | 1,83     | Solange Witteveen                                                                | 1,83     | Marta Mendía                                                          | 1,81     |
| Skok o tyczce              | Dana Cervantes                                                                | 3,95     | Alejandra García                                                                 | 3,95     | Déborah Gyurcsek                                                      | 3,55     |
| Skok w dal                 | Andrea Ávila                                                                  | 6,41     | Maria de Souza                                                                   | 6,28     | Maurren Maggi                                                         | 6,25     |
| Trójskok                   | Yamilé Aldama                                                                 | 14,07    | Carlota Castrejana                                                               | 13,58    | Maria de Souza                                                        | 13,44    |
| Pchnięcie kulą             | Elisângela Adriano                                                            | 18,38    | Margarita Ramos                                                                  | 17,47    | Teresa Machado                                                        | 16,15    |
| Rzut dyskiem               | Teresa Machado                                                                | 61,67    | Elisângela Adriano                                                               | 58,94    | Rita Lora                                                             | 56,92    |
| Rzut młotem                | María Eugenia Villamizar                                                      | 59,22    | Yipsi Moreno                                                                     | 57,97    | Violeta Guzmán                                                        | 56,92    |
| Rzut oszczepem             | Sabina Moya                                                                   | 58,65    | Zuleima Araméndiz                                                                | 57,57    | Idoia Mariezkurrena                                                   | 52,05    |
| Siedmiobój                 | Imma Clopés                                                                   | 5799     | Euzinete dos Reis                                                                | 5640     | Zorobabelia Córdoba                                                   | 5551     |

## Klasyfikacja medalowa
*   Gospodarz ( Portugalia)
| Miejsce | Reprezentacja | Złoto | Srebro | Brąz | Razem |
| ------- | ------------- | ----- | ------ | ---- | ----- |
| 1       | Hiszpania     | 16    | 11     | 10   | 37    |
| 2       | Meksyk        | 7     | 6      | 3    | 16    |
| 3       | Portugalia*   | 5     | 10     | 6    | 21    |
| 4       | Kuba          | 5     | 1      | 3    | 9     |
| 5       | Brazylia      | 4     | 4      | 7    | 15    |
| 6       | Argentyna     | 2     | 5      | 3    | 10    |
| 7       | Kolumbia      | 2     | 3      | 5    | 10    |
| 8       | Chile         | 2     | 0      | 1    | 3     |
| 9       | Boliwia       | 0     | 1      | 0    | 1     |
| 9       | Paragwaj      | 0     | 1      | 0    | 1     |
| 9       | Gwatemala     | 0     | 1      | 0    | 1     |
| 12      | Ekwador       | 0     | 0      | 1    | 1     |
| 12      | Urugwaj       | 0     | 0      | 1    | 1     |
| 12      | Wenezuela     | 0     | 0      | 1    | 1     |
| Razem   | Razem         | 43    | 43     | 41   | 127   |